# Chencho Gyeltshen
Chencho Gyeltshen (10 mei 1996) is een Bhutaans voetballer die bij voorkeur als aanvaller speelt. In 2015 verruilde hij Yeedzin FC voor Thimphu City.

## Interlandcarrière
Gyeltshen maakte een doelpunt bij zijn debuut voor Bhutan tegen Nepal op 19 maart 2011. In het kwalificatietoernooi voor het wereldkampioenschap voetbal 2018 schoot hij op 17 maart Bhutan ten koste van Sri Lanka naar de tweede ronde met twee doelpunten. In de tweede ronde maakte hij een doelpunt in de thuiswedstrijd tegen de Maldiven op 8 oktober 2015.
| Interlands van Chencho Gyeltshen voor Bhutan | Interlands van Chencho Gyeltshen voor Bhutan | Interlands van Chencho Gyeltshen voor Bhutan | Interlands van Chencho Gyeltshen voor Bhutan | Interlands van Chencho Gyeltshen voor Bhutan | Interlands van Chencho Gyeltshen voor Bhutan |
| №                                            | Datum                                        | Wedstrijd                                    | Uitslag                                      | Soort wedstrijd                              | Doelpunten                                   |
| Als speler bij Yeedzin FC                    | Als speler bij Yeedzin FC                    | Als speler bij Yeedzin FC                    | Als speler bij Yeedzin FC                    | Als speler bij Yeedzin FC                    | Als speler bij Yeedzin FC                    |
| -------------------------------------------- | -------------------------------------------- | -------------------------------------------- | -------------------------------------------- | -------------------------------------------- | -------------------------------------------- |
| 1.                                           | 19 maart 2011                                | Nepal – Bhutan                               | 2 – 1                                        | Vriendschappelijk                            | 1                                            |
| 2.                                           | 3 december 2011                              | Sri Lanka – Bhutan                           | 3 – 0                                        | Zuid-Azië Cup 2011                           | 0                                            |
| 3.                                           | 5 december 2011                              | India – Bhutan                               | 5 – 0                                        | Zuid-Azië Cup 2011                           | 0                                            |
| 4.                                           | 7 december 2011                              | Afghanistan – Bhutan                         | 8 – 1                                        | Zuid-Azië Cup 2011                           | 1                                            |
| 5.                                           | 2 september 2013                             | Afghanistan – Bhutan                         | 3 – 0                                        | Zuid-Azië Cup 2013                           | 0                                            |
| 6.                                           | 4 september 2013                             | Bhutan – Malediven                           | 2 – 8                                        | Zuid-Azië Cup 2013                           | 1                                            |
| 7.                                           | 6 september 2013                             | Sri Lanka – Bhutan                           | 5 – 2                                        | Zuid-Azië Cup 2013                           | 0                                            |
| Als speler bij Thimphu City                  |                                              |                                              |                                              |                                              |                                              |
| 8.                                           | 12 maart 2015                                | Sri Lanka – Bhutan                           | 0 – 1                                        | Kwalificatie WK 2018                         | 0                                            |
| 9.                                           | 17 maart 2015                                | Bhutan – Sri Lanka                           | 2 – 1                                        | Kwalificatie WK 2018                         | 2                                            |
| 10.                                          | 11 juni 2015                                 | Hongkong – Bhutan                            | 7 – 0                                        | Kwalificatie WK 2018                         | 0                                            |
| 11.                                          | 16 juni 2015                                 | Bhutan – China                               | 0 – 6                                        | Kwalificatie WK 2018                         | 0                                            |
| 12.                                          | 20 augustus 2015                             | Cambodja – Bhutan                            | 2 – 0                                        | Vriendschappelijk                            | 0                                            |
| 13.                                          | 3 september 2015                             | Qatar – Bhutan                               | 15 – 0                                       | Kwalificatie WK 2018                         | 0                                            |
| 14.                                          | 8 oktober 2015                               | Bhutan – Malediven                           | 3 – 4                                        | Kwalificatie WK 2018                         | 1                                            |